# Вечен кръстопът
„Вечен кръстопът“ е първият студиен албум на българската рок група Сигнал, издаден през 1979 г. от Балкантон. Записите са направени в Радио „София“.
Песента „Вечен кръстопът“ разказва за любовта между Пейо Яворов, Мина Тодорова и Лора Каравелова. Най-известната песен от албума е „Може би“.

## Песни
1. „Вятърът“
2. „Любов“
3. „Да свържем сърца“
4. „Любов, магическа реалност“
5. „Далечни очи“
6. „Ела“
7. „Може би“
8. „Копнеж“
9. „Волна песен“
10. „След години“
11. „Ей ти пролет“
12. „Лятото премина“
13. „Вечен кръстопът“

## Персонал
Според обложката на плочата:

### Група „Сигнал“
- Йордан Караджов – китара, соло вокал
- Христо Ламбрев – клавишни инструменти, вокал
- Румен Спасов – бас китара, вокал
- Владимир Захариев – ударни, вокал

### Други
- Дечо Таралежков – продуцент
- Стефан Широков – продуцент
- Венцислав Трифонов – художествено оформление
- Кирил Иванов – тонрежисьор
- Тодор Станев – тонинженер